# Blastoidea
I blastoidi (Blastoidea) sono un gruppo estinto di echinodermi. Spesso chiamati “boccioli di mare” a causa del loro aspetto, come molti altri gruppi di echinodermi si svilupparono nell'Ordoviciano, per poi raggiungere il culmine della diversità nel corso del Carbonifero ed estinguersi alla fine del Permiano. Sono particolarmente comuni in terreni nordamericani del Mississippiano (come in Illinois, Kentucky, Tennessee e Indiana).

## Descrizione
Come molti echinodermi, i blastoidi erano protetti da una serie di placche che si incastravano tra di loro, costituite da carbonato di calcio. Queste placche formavano il corpo principale, noto come teca. In vita, la teca della maggior parte dei blastoidi era attaccata a una colonna costituita da molteplici placchette discoidali. La colonna era ancorata al fondale marino per mezzo di un peduncolo molto simile a quello dei crinoidi. La bocca dei blastoidi era posizionata alla sommità della teca.
A partire dal centro della teca si estendevano cinque canali di nutrizione simili ai petali di un fiore; ognuno di questi “petali”, noti come ambulacra, possedeva molte strutture lunghe e sottili chiamate brachioli, che venivano usate per intrappolare particelle di cibo e portarle verso la bocca. I brachioli erano strutture molto delicate, e nei fossili non sono quasi mai conservati. Una serie di cinque placche circondava la bocca a forma di stella e includevano una serie di cinque organi respiratori complessi, noti come idrospire. Questi spiracoli prevenivano il mischiarsi di vari fluidi, e l'eliminazione dei fluidi in eccesso avveniva attraverso l'“anispiracolo”, un'apertura formata dalla fusione dell'ano e degli spiracoli adiacenti. La maggior parte delle aree ambulacrali è costituita dalla piastra lancetta, limitata esternamente da numerose piccole piastre laterali.

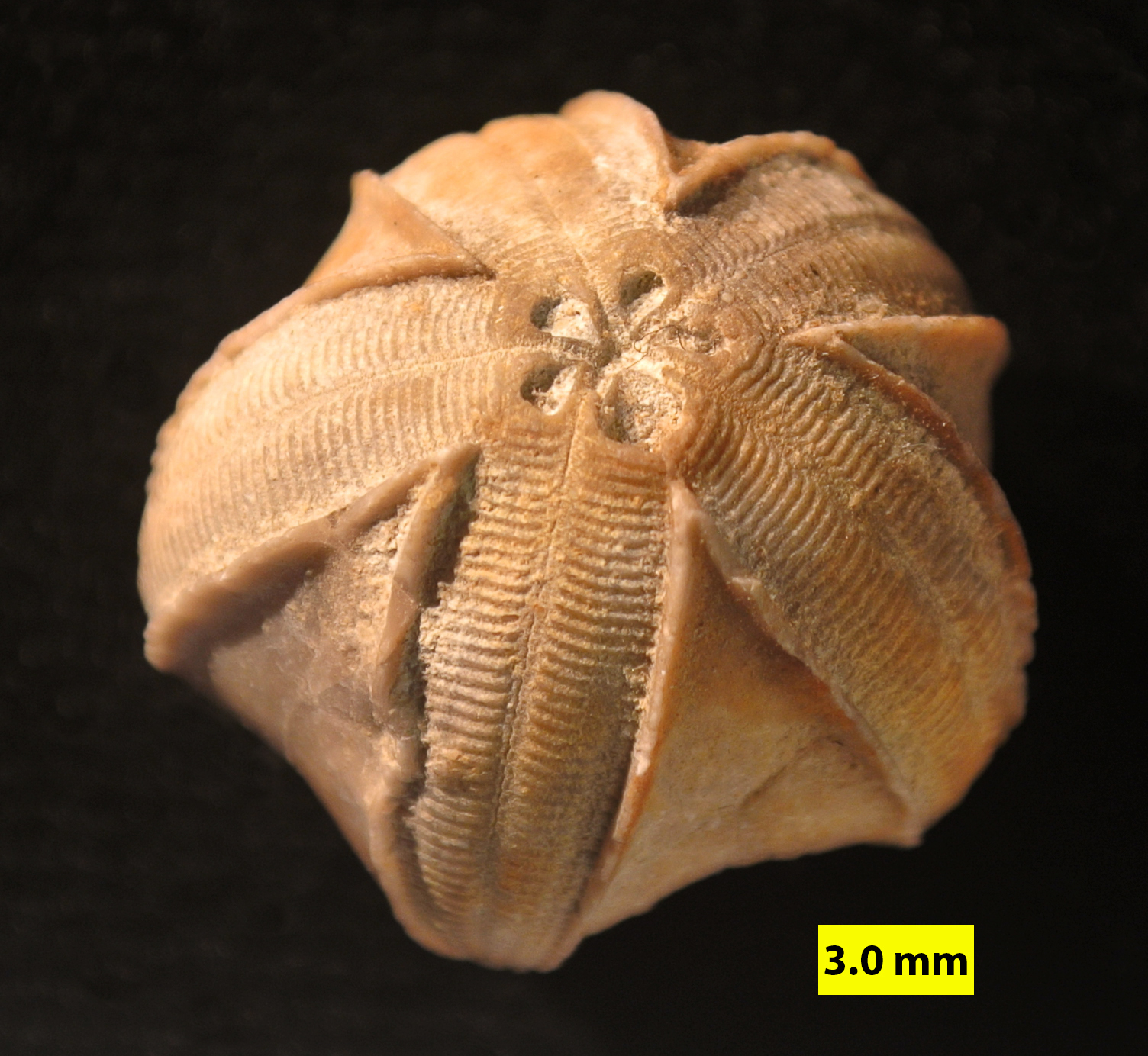
Pentremites

Come i crinoidi, i blastoidi erano sospensivori di alto livello (ovvero si nutrivano principalmente di organismi planctonici) e abitavano acque oceaniche moderatamente agitate. Il sistema di acquisizione del cibo dei blastoidi consisteva in alcuni tipi di ambulacra. Il cibo entrava attraverso gli ambulacra brachiolari, veniva trasferito agli ambulacra laterali attraverso la fossa brachiolare, poi veniva trasferito agli ambulacra principali e alla fine entrava nella bocca. Ognuno di questi ambulacra era coperto di placche protettive; le placche della fossa brachiolare erano mobili e potevano aprirsi per fare entrare il cibo, o chiudersi secondo necessità. Altre placche protettive potrebbero essere state mobili.

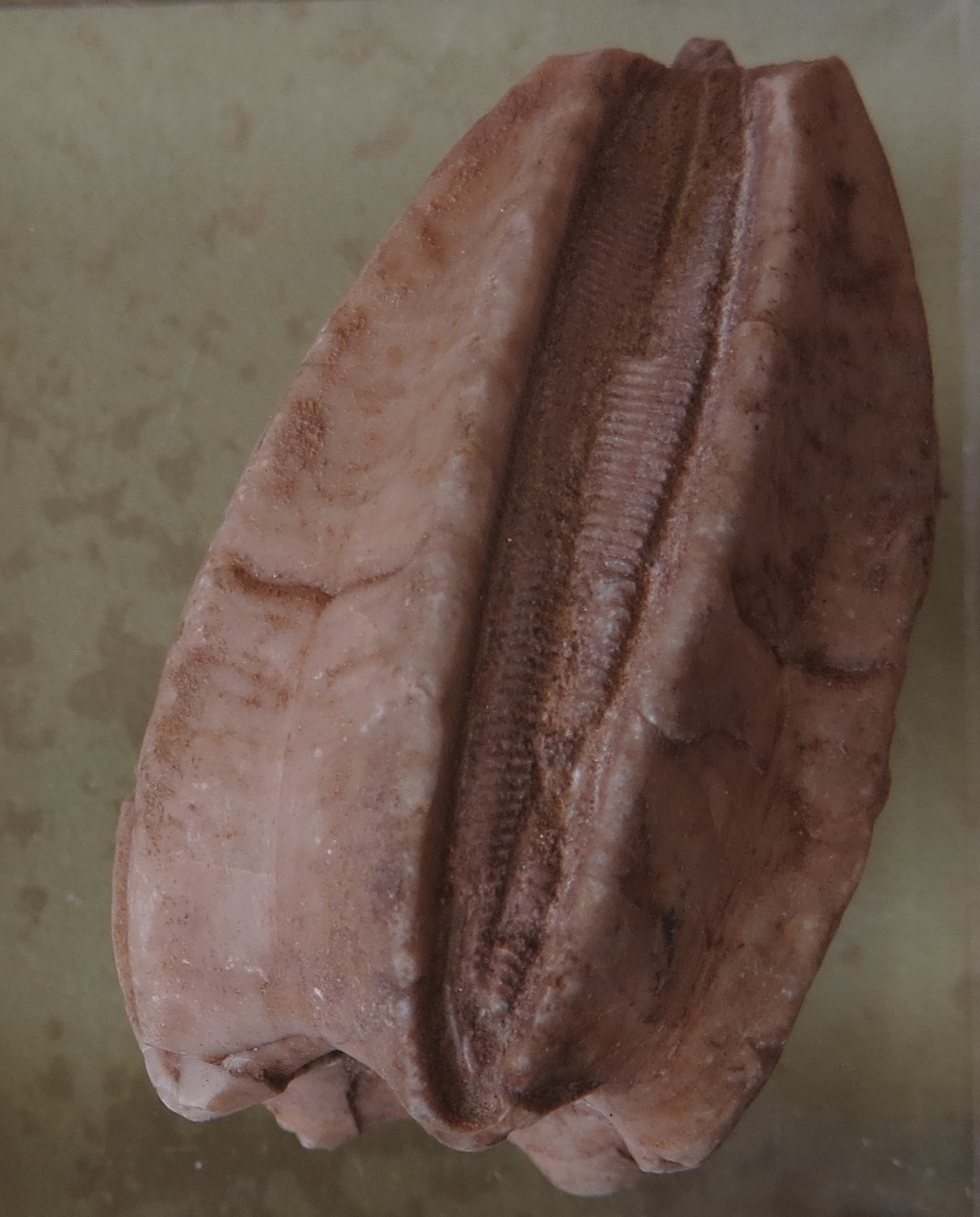
Fossile di Schizoblastus verbeeki

## Classificazione
I blastoidi vengono suddivisi in due sottoclassi: i Fissiculata, caratterizzati da idrospire a entrata diretta, e gli Spiraculata, in cui l'accesso alle idrospire era possibile attraverso una serie di pori. Il più antico blastoide conosciuto, Macurdablastus dell'Ordoviciano medio del Tennessee, non può essere classificato in nessuno di questi due gruppi.